# 人体生理学
人體生理學(Human physiology)是研究生物體如何運作的一門學問，也就是說，用來研究人體的功能。應用於人體，涵蓋範圍非常廣泛。最重要必須了解人體生理的運作，了解系統與系統之間的應用關係。
1. 病理生理學：研究疾病或受傷時生理過程中有何改變。
2. 比較生理學：不同動物別的差異。
應用生理學來一般情境上，有助於問題解決的能力。

## 链接
- 人体生理学 （页面存档备份，存于）
- 人体生理学 （页面存档备份，存于）
- 人类之书 （页面存档备份，存于）